# Ex ante
Ex ante è un'espressione latina che significa «da prima». 
L'espressione più vicina, anch'essa latina, è «a priori».

## Uso
Per esempio, le valutazioni ex ante riguardano le previsioni e i ritorni previsti di un investimento economico. Dal momento che alcuni parametri possono non essere noti, essi devono essere stimati.
L'opposto di ex ante è ex post, «a posteriori».

### Nel mercato energetico
- Ex ante è la comunicazione che viene fatta al Gestore dei mercati energetici, in sede di chiusura di una contrattazione energetica.
- Ex post è la comunicazione correttiva sul periodo di somministrazione che viene fatta mensilmente, nel caso di contrattazioni variabili (indicizzati o floating qty).